# Байкалово (Тюменская область)
Байкалово — село в Тобольском районе Тюменской области, центр сельского поселения Байкаловское. Первоначально называлось Бронниково. Центр упразднённого Байкаловского района.
Действует школа,  есть отделение почты. Функционирует участковая больница.
Село расположено на автомобильной трассе Р-404 «Тюмень - Тобольск». Имеется автобусная станция и автозаправочная станция.

## Расположение
Село расположено на берегу озера Байкалово, представляющее собой старицу реки Тобол, в которую впадает речка Бехтеревка.  Ближайшие населённые пункты — на западе деревни Ирек и Алга, на востоке деревня Куприна. На востоке в 12 км по трассе находится село Булашово.

## Население

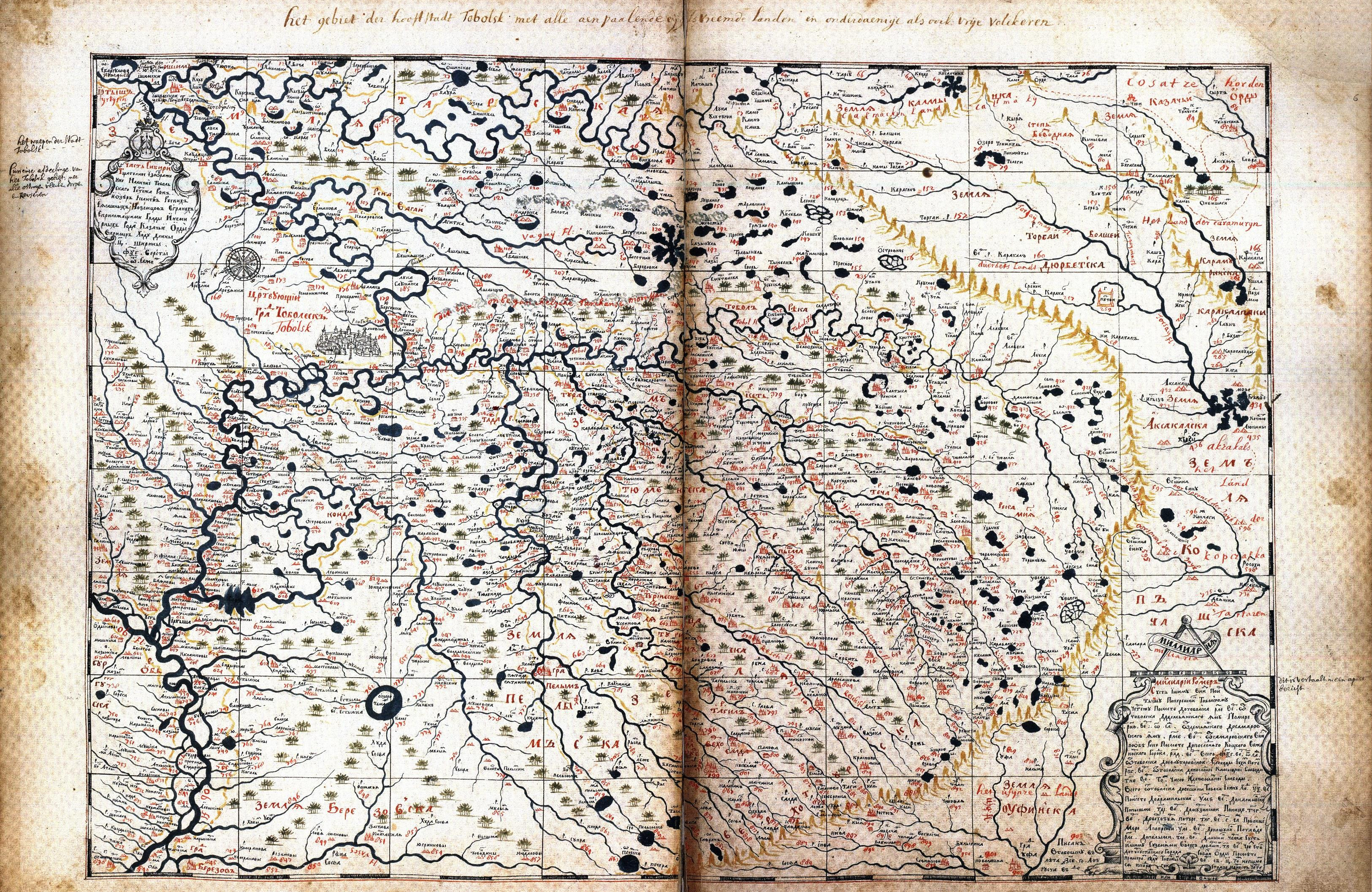
Байкалово в центре карты Ремезова, после впадения реки Тавды в Тобол. Юго-восток на карте справа

| 1959 | 2010  |
| ---- | ----- |
| 1613 | ↗1720 |

## История

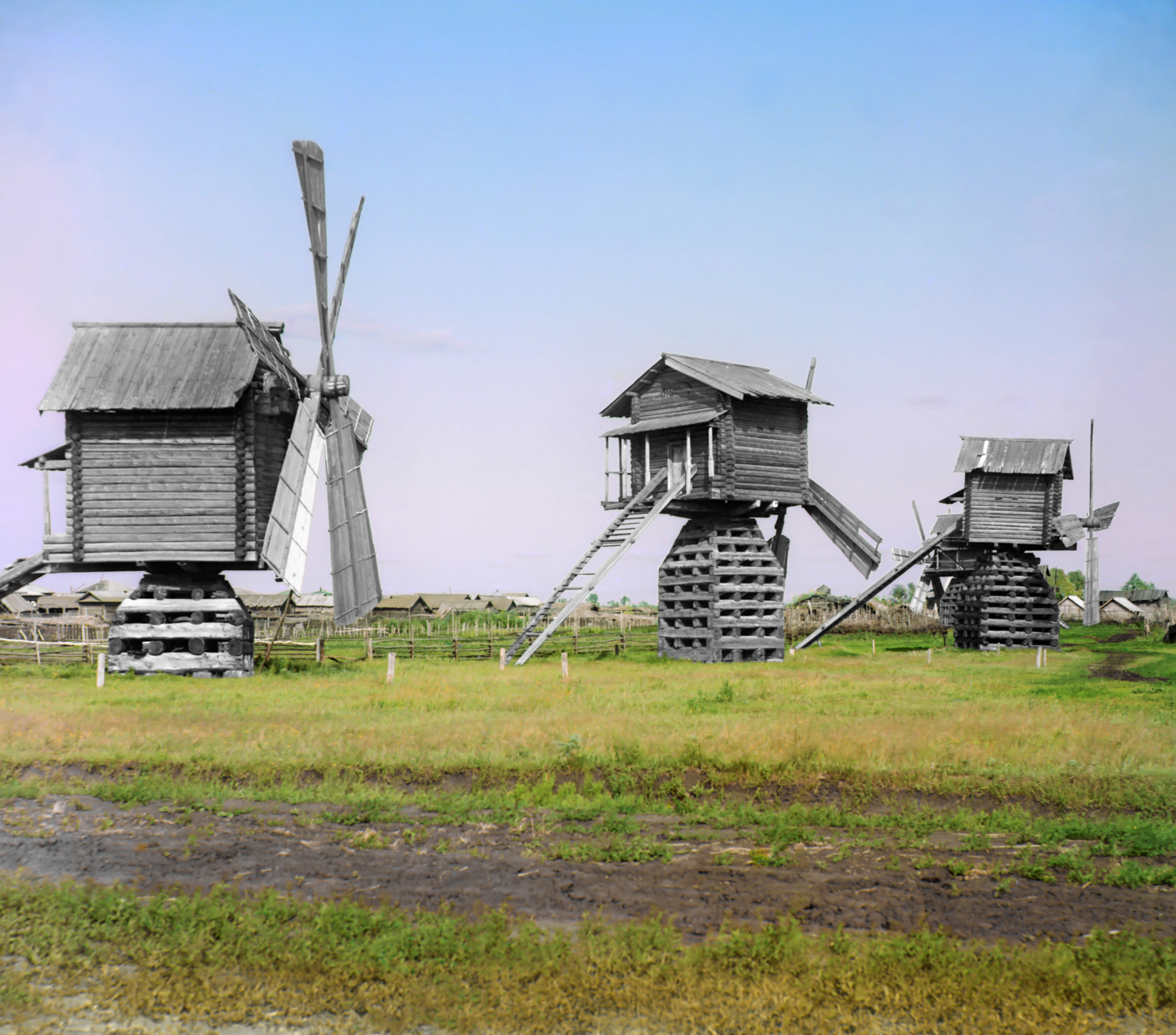
Ветряные мельницы в Сибири (фото С. М. Прокудина-Горского, 1912)

Первое упоминание о селе относится к 1681 году. Также село упоминается в путешествии Г. Ф. Миллера из Тобольска в Тюмень. Байкалово отмечено на карте С. У. Ремезова, датированное 1701 годом.
На 1861 год числилось казённой деревней. Имелась почтовая станция, часовня. Для остановки и ночлёжки арестантских партий имелся полуэтап, представляющий собой деревянное здание казармы, обнесённое оградой. 
В 1891 году открылась церковно-приходская школа. Учителем был местный церковнослужитель, выпускник Тобольской семинарии Н. А. Надежницкий.
На 1912 год у местных жителей имелось 5 ветряных и 1 водяная мельница, 2 кузницы. В селе имелась земская станция, пожарный сарай, действовали Байкаловская общественная и Государственная ссудо-сберегательные кассы. Также было 4 постоялых двора, торговая и винная лавки, хлебозапасный магазин. Байкаловская волость было центром судостроения, изготавливали речные парусно-гребные суда (паузки).

### Советская Россия. СССР
14 января 1925 года был образован Булашовский район с центром в селе Булашово. 15 сентября 1926 года центр переносят в Байкалово, район переименовывают в Байкаловский. 
7 января 1932 года район упраздняется, 4 июля 1937 года вновь формируется.
9 июля 1960 года район был окончательно упразднён. Байкаловский сельсовет входит в состав Тобольского района.

## Новейшая история
В июне 2010 года открылся новый Дом культуры на улице Советской.

## Учреждения и организации
- Детский сад «Василёк»
- Байкаловская средняя образовательная школа
- Заправочная станция "Газпромнефть"